# Assassinato de Soraya Tatiana
O Assassinato de Soraya Tatiana refere-se ao desaparecimento e morte da professora Soraya Tatiana Bomfim França, ocorridos entre os dias 18 de Julho e 20 de Julho de 2025, quando o seu corpo foi encontrado em Vespasiano, região metropolitana de Belo Horizonte.
Soraya foi assassinada pelo seu filho Matteos França Campos, dentro de seu apartamento.

## O Crime
Na tarde de 18 de julho, após uma discussão motivada por questões de natureza financeira, Matteos assassinou a própria mãe por meio de estrangulamento no interior do apartamento em que ambos residiam. Em seguida, o autor do crime colocou o corpo da vítima no automóvel que pertencia a ela e dirigiu-se pela rodovia MG-10 até o município de Vespasiano, onde abandonou o cadáver debaixo de um viaduto, às margens da rodovia.
Comportamento após o crime
De acordo com as investigações da Polícia Civil e relatos de testemunhas, Matteos França Campos deixou Belo Horizonte logo após o homicídio de sua mãe, Soraya Tatiana Bonfim França, e realizou uma viagem com amigos. Essa atitude foi considerada pelas autoridades como tentativa de afastamento do local do crime e possível esquiva à responsabilização, ainda que o acusado tenha sido localizado e preso posteriormente na casa de seu pai, em Belo Horizonte.
O comportamento pós-crime foi utilizado como um dos elementos analisados pela Justiça para a conversão da prisão temporária em preventiva, uma vez que indicava risco de interferência na investigação e potencial reiteração delitiva.

## Motivação
Soraya residia juntamente com o filho, Matteos, no bairro Santa Amélia, localizado na região da Pampulha, em Belo Horizonte, capital de Minas Gerais. De acordo com as investigações conduzidas pela polícia, bem como pelo próprio depoimento do acusado, era recorrente a ocorrência de desentendimentos entre mãe e filho. As discussões tinham como principal motivação questões de natureza financeira, diretamente relacionadas ao envolvimento de Matteos com jogos de azar e plataformas de apostas esportivas online. O vício do acusado nesse tipo de atividade resultou, ao longo do tempo, na contração de dívidas pessoais significativas, fator que, segundo apurações, contribuiu de maneira decisiva para o agravamento das tensões familiares e, em última instância, para o desfecho trágico que culminou no homicídio.

## Cronologia
- 18 de julho de 2025 – No apartamento onde moravam, no bairro Santa Amélia, em Belo Horizonte, Soraya Tatiana Bonfim França, de 56 anos, foi morta por estrangulamento pelo filho, Matteos França Campos, após uma discussão motivada por questões financeiras. Após o crime, o autor colocou o corpo da mãe no carro da vítima e seguiu pela rodovia MG-10 até o município de Vespasiano, onde abandonou o cadáver embaixo de um viaduto.

- 19 de julho de 2025 – Familiares e amigos estranharam o desaparecimento de Soraya. Matteos chegou a alegar que a mãe teria viajado e, posteriormente, registrou um boletim de ocorrência comunicando o desaparecimento.

- 20 de julho de 2025 – O corpo de Soraya foi localizado em Vespasiano, parcialmente coberto por um lençol, embaixo de um viaduto às margens da MG-10. A Polícia Civil instaurou inquérito para apurar o caso.

- 22 a 24 de julho de 2025 – A investigação apontou contradições nos depoimentos de Matteos, além de imagens de câmeras de segurança que mostravam o trajeto do veículo da vítima no dia do crime.

- 25 de julho de 2025 – Matteos foi localizado na casa do pai, no bairro Jardim Alvorada, em Belo Horizonte. Confrontado com as provas, confessou o homicídio e foi preso em flagrante.

- 27 de julho de 2025 – Em audiência de custódia, a Justiça converteu a prisão temporária em prisão preventiva, mantendo o acusado sob custódia por tempo indeterminado.

- 28 de julho de 2025 – Diante de ameaças recebidas no Centro de Remanejamento do Sistema Prisional (Ceresp Gameleira), Matteos foi transferido para o Presídio Inspetor José Martinho Drumond, em Ribeirão das Neves, onde permanece à disposição da Justiça.[7][8][9]

## Prisão e Confissão do Crime
Após a descoberta do corpo de sua mãe em 20 de julho de 2025, a Polícia Civil de Minas Gerais iniciou uma investigação detalhada para apurar as circunstâncias do crime. Durante os primeiros dias, os investigadores perceberam inconsistências nos depoimentos de Matteos França Campos, que inicialmente alegou que a mãe havia desaparecido voluntariamente. Paralelamente, imagens de câmeras de segurança e registros de deslocamento do veículo da vítima começaram a indicar que Matteos estava envolvido diretamente no caso, direcionando a investigação para o suspeito.
Em 25 de julho de 2025, Matteos foi localizado na casa do pai, situada no bairro Jardim Alvorada, em Belo Horizonte. Confrontado com as evidências coletadas pela polícia, incluindo imagens de câmeras, registros do trajeto do veículo e contradições em seus relatos, Matteos confessou formalmente ter assassinado a própria mãe por estrangulamento, detalhando que o homicídio ocorreu após uma discussão motivada por questões financeiras, principalmente relacionadas às dívidas geradas pelo seu vício em jogos de azar e apostas online. A confissão foi registrada em termo policial, tornando-se uma prova central no inquérito.
Durante o período inicial de custódia no Centro de Remanejamento do Sistema Prisional (Ceresp Gameleira), Matteos relatou ter sofrido ameaças de morte de outros detentos, fato que aumentou a preocupação da Justiça em relação à sua integridade física e motivou a avaliação de sua transferência para outra unidade prisional, com maior segurança.
Em 27 de julho de 2025, durante audiência de custódia, a Justiça converteu a prisão temporária em prisão preventiva, considerando a gravidade do crime, o risco de reiteração delitiva e a necessidade de garantir a instrução criminal. A decisão foi fundamentada nos seguintes critérios do Código de Processo Penal Brasileiro:
- Garantia da ordem pública, dada a brutalidade e violência do homicídio;

- Risco de reiteração delitiva, considerando o histórico de conflitos familiares e a natureza do crime;

- Proteção da instrução criminal, evitando que o acusado possa interferir na coleta de provas ou intimidar testemunhas;

- Interesse público, uma vez que o caso envolveu crime contra ascendente e teve ampla repercussão na sociedade e nos meios de comunicação.

No dia 28 de julho de 2025, Matteos foi transferido para o Presídio Inspetor José Martinho Drumond, localizado em Ribeirão das Neves. A transferência teve como objetivo garantir sua segurança diante das ameaças sofridas na unidade anterior e permitir que a Justiça conduzisse o processo sem riscos de interferência externa. O caso corre sob segredo de Justiça, medida adotada para proteger a investigação, preservar a integridade das partes envolvidas e evitar a divulgação de informações que possam comprometer o processo criminal.
A prisão preventiva de Matteos permanece em vigor enquanto se realizam diligências complementares, coleta de depoimentos de testemunhas e análise de laudos periciais, como a necropsia e exames de local de crime. Autoridades policiais e judiciais reforçaram que a medida é essencial não apenas para a segurança do acusado, mas também para garantir a efetividade do processo criminal e a proteção da sociedade, dada a gravidade do homicídio, o vínculo familiar entre vítima e autor e a repercussão pública do caso.

## A Vitima
Soraya Tatiana Bonfim França nasceu em 1969 em Belo Horizonte, Minas Gerais. Era professora de História no Colégio Santa Marcelina, na região da Pampulha, lecionando desde 2017 para turmas do 7º e 9º ano. Formada em História pela Pontifícia Universidade Católica de Minas Gerais (PUC-MG), Soraya também coordenava o Projeto Cidadania da escola, voltado para a formação de alunos do 9º ano em temas de justiça social, participação cívica e cidadania.
De acordo com relatos de colegas, alunos e ex-alunos, Soraya era descrita como uma profissional bondosa, reservada e apaixonada pela educação. Era celebrada por seu compromisso com o ensino, entusiasmo em sala de aula e pela construção de um ambiente inspirador para os estudantes . Em cerimônia de despedida realizada após sua morte, ex-alunos a homenagearam com mensagens emocionadas, destacando seu sorriso, leveza e o impacto duradouro de suas lições .
Soraya teve um filho, Matteos França Campos, nascido em 1993, formou-se em Relações Públicas pela Pontifícia Universidade Católica de Minas Gerais (PUC-MG) em 2019. Sua carreira profissional iniciou-se em 2012, quando trabalhou como vendedor em uma loja de roupas, conforme seu perfil profissional. Posteriormente, atuou como recepcionista bilíngue durante eventos internacionais, como a Copa das Confederações de 2013 e a Copa do Mundo de 2014, ambos realizados no Brasil.
Ao longo de sua trajetória, Matteos acumulou experiências em diversas empresas. Estagiou em áreas de comunicação em instituições como o Banco do Brasil e a Fiat Chrysler Automobiles. Entre 2015 e 2018, trabalhou na MRV Engenharia, inicialmente como estagiário de marketing e, posteriormente, como assistente de marketing. Em 2020, atuou como analista de marketing na Vila Construtora.
Em setembro de 2021, Matteos assumiu o cargo de assessor na Secretaria de Estado de Desenvolvimento Social de Minas Gerais (Sedese). Nesse cargo, ele era responsável por atividades de comunicação institucional, assessoramento e planejamento estratégico. Vale ressaltar que Matteos ocupava um cargo de provimento em comissão, sem vínculo efetivo com o serviço público.
Exoneração
Após sua prisão em 25 de julho de 2025, sob acusação de homicídio da própria mãe, a professora Soraya Tatiana Bonfim França, o Governo de Minas Gerais exonerou Matteos do cargo que ocupava na Sedese. A exoneração foi publicada no Diário Oficial Eletrônico de Minas Gerais (DOE-MG) em 26 de julho de 2025. A decisão foi tomada em razão da gravidade das acusações e da repercussão do caso, conforme informado pela Secretaria de Estado de Planejamento e Gestão de Minas Gerais.